# Trachoni
Trachoni (en grec: Τραχώνι) és un gran poble situat en part en el districte de Limassol de Xipre i en part en el Territori Britànic d'Ultramar d'Akrotiri i Dekélia. En 2011, tenia 3.952 habitants. Abans de 1974, Trachoni estava habitada per grecoxipriotes i turcoxipriotes. Els grecoxipriotes constituïen la majoria.